# John Greenwood

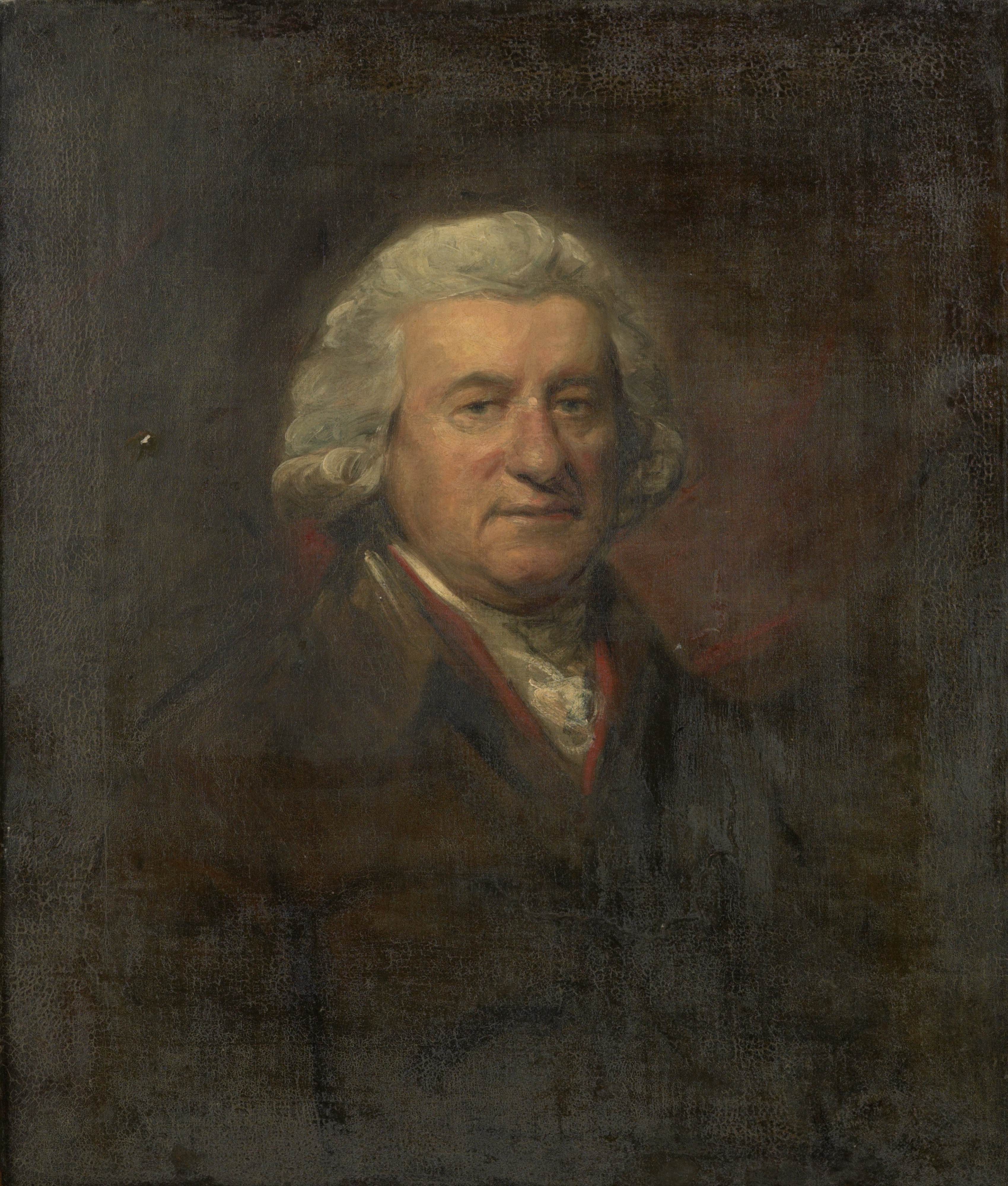
John Greenwood, Lemuel Francis Abbott ca. 1785

John Greenwood Sr. (Boston, Massachusetts, 7 december 1727 – Margate, Kent, 16 september 1792) was een Amerikaanse schilder, graveur en veilingmeester.

## Biografie
John Greenwood werd geboren op 7 december 1727 in Boston, Massachusetts, en werd op 10 december gedoopt in de Old North Church te Boston.
In 1742 overleed zijn vader, die op dat moment insolvent was. Rond deze tijd ging Greenwood in de leer bij Thomas Johnston, een graveur en uithangbordschilder uit Boston, die ook gespecialiseerd was in Japans lakwerk. Greenwood verliet Johnstons atelier echter al snel om zich aan de portretkunst te gaan wijden. In 1752 verliet hij Boston en reisde hij naar de Nederlandse kolonie Suriname. Hij verbleef daar meer dan vijf jaar, gedurende welke tijd hij 115 portretten maakte.

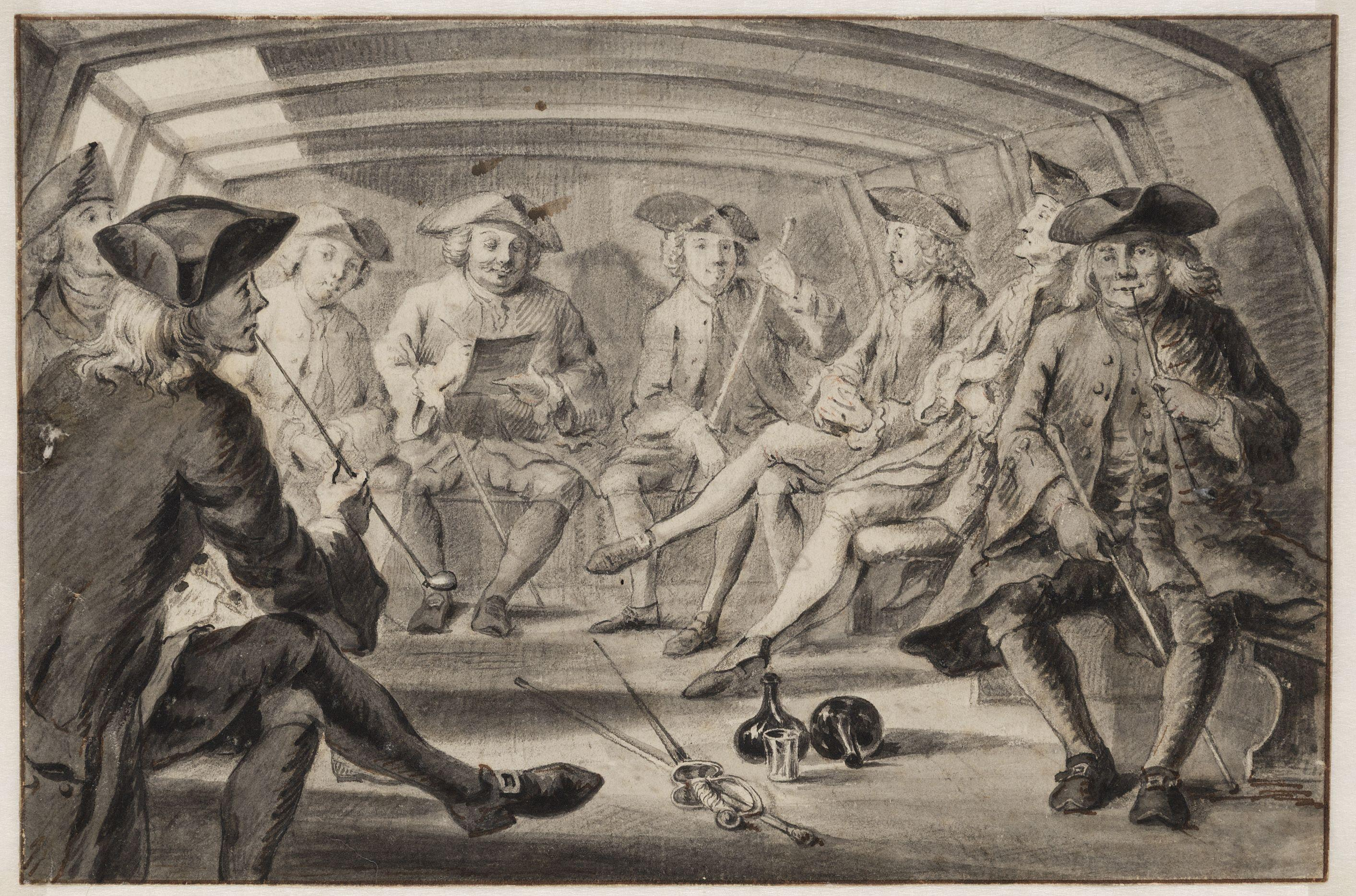
Het gezelschap van het Teeken-College, in de Haarlemmer trekschuit, John Greenwood, mei 1759

Na zijn verblijf in Suriname reisde Greenwood naar Europa en arriveerde in mei 1758 in Amsterdam. Hij vestigde zich daar tijdelijk om zich te verdiepen in de techniek van mezzotinten. In datzelfde jaar werd hij door Jacob Otten Husly vermeld als lid van de Amsterdamse Tekenacademie. Gedurende deze periode bezocht Greenwood, met onder anderen Simon Fokke en Jan de Beijer, herberg De Dorstige Kuil in Heemstede.
Na zijn vertrek uit Amsterdam verbleef hij enige tijd in Parijs, om zich uiteindelijk in 1764 in Londen te vestigen.
Op verzoek van de Graaf van Bute ondernam Greenwood in juli 1771 een reis naar Holland en Frankrijk om schilderijen aan te kopen. Aansluitend bezocht hij het Europese vasteland, waar hij onder andere de kunstcollecties van de Graaf van Schulembourg en Baron Steinberg verwierf. In 1776 was hij werkzaam als kunstveilingmeester.

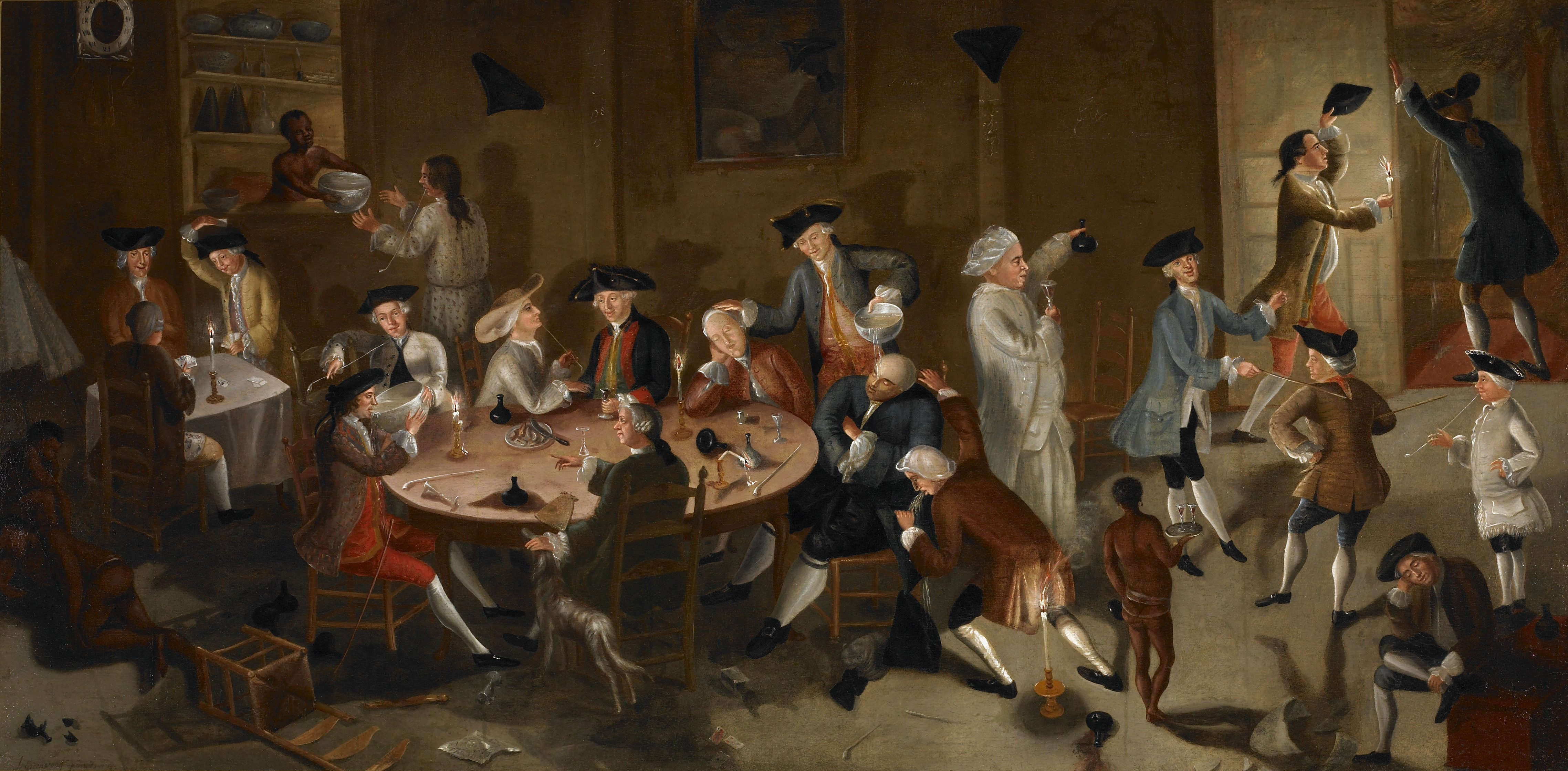
John Greenwood - Sea Captains Carousing in Surinam

Een van Greenwoods bekendste werken is Sea Captains Carousing in Surinam (1755). Dit schilderij toont een dronken tafereel met verschillende prominente handelaren uit Rhode Island, onder wie ondertekenaar van de Onafhankelijkheidsverklaring Stephen Hopkins, gouverneur Joseph Wanton, admiraal Esek Hopkins en gouverneur Nicholas Cooke. Het is het enige schilderij uit zijn Surinaamse periode dat bewaard is gebleven.

John Greenwood overleed tijdens een bezoek aan Margate, Kent, op 16 september 1792 en werd daar begraven. Zijn vrouw overleefde hem enkele jaren en werd begraven in Chiswick.
- Auckland Art Gallery Toi o Tāmaki: 10261
- Bibliothèque nationale de France: cb14975060s (data)
- Biografisch Portaal: 49216131
- Stuttgart Database of Scientific Illustrators 1450–1950: 7274
- Gemeinsame Normdatei: 13913154X
- International Standard Name Identifier: 0000 0001 1748 1726
- Library of Congress Control Number: n82017617
- Nationale Bibliotheek van Israël: 987007344068405171
- Nederlandse Thesaurus van Auteursnamen: 200435612
- RKD-Nederlands Instituut voor Kunstgeschiedenis: 33591
- SNAC: w6mg9wzz
- Museum of New Zealand Te Papa Tongarewa: 933
- Union List of Artist Names: 500003306
- Virtual International Authority File: 18558769
- WorldCat: E39PBJdcCfKHJcHYbcfMrWYQMP